# Love Again (chanson de Dua Lipa)
Pour les articles homonymes, voir Love Again.
Singles de Dua Lipa
We're Good
(2021) Physical (Mark Ronson Remix)
(2021[réf. nécessaire])
Clip vidéo
[vidéo] « Love Again », sur YouTube
Love Again est une chanson de la chanteuse anglaise Dua Lipa parue sur son deuxième album Future Nostalgia. Elle est écrite par Lipa aux côtés de Clarence Coffee Jr., Chelcee Grimes et de son producteur Koz, avec une production supplémentaire de Stuart Price. Elle est sortie le 11 mars 2021 en tant que huitième single de l'album après être envoyée aux radios françaises. Love Again échantillonne My Woman (1932) de Al Bowlly. Bing Crosby, Max Wartell et Irving Wallman sont ainsi également crédités en tant qu'auteurs.

## Composition
Love Again est une chanson dance-pop, disco et electro influencée par la musique classique. L'échantillon de la chanson My Woman de 1932 par Al Bowlly est entendue notamment dans l'introduction et tout au long de la chanson. My Woman a auparavant été rendu populaire par son échantillon dans la chanson Your Woman (1997) de White Town.

## Crédits
Crédits adaptés depuis Tidal.
- Dua Lipa – écriture, voix
- Stephen Kozmeniuk – production, écriture, basse, batterie, guitare, synthétiseur
- Stuart Price – production additionnelle, basse, claviers
- Clarence Coffee Jr. – chœurs
- Chelcee Grimes – écriture
- Bing Crosby – écriture
- Max Wartell – écriture
- Irving Wallman – écriture
- Alma Goodman – chœurs
- Vanessa Luciano – chœurs
- Drew Jurecka – violon baryton, arrangement de cordes, ingénieur des cordes, alto, violon
- Ash Soan  - batterie Tom Toms
- Matt Snell - ingénierie
- Lorna Blackwood - programmation, production vocale
- Cameron Gower Poole - ingénieur vocal
- Matty Green - mixage audio
- Chris Gehringer (en) – mastérisation
- Will Quinnell - assistant mastering

## Classements et certifications

### Classements hebdomadaires
| Classement (2020–21)                    | Meilleure position |
| --------------------------------------- | ------------------ |
| Belgique (Flandre Ultratop 50 Singles)  | 5                  |
| Belgique (Wallonie Ultratop 50 Singles) | 2                  |
| Espagne (PROMUSICAE)                    | 90                 |
| France (SNEP)                           | 41                 |
| France (SNEP Radio)                     | 5                  |
| Hongrie (Rádiós Top 40)                 | 34                 |
| Hongrie (Single Top 40)                 | 19                 |
| Italie (FIMI)                           | 83                 |
| Lituanie (AGATA)                        | 43                 |
| Portugal (AFP)                          | 107                |
| Roumanie (Airplay 100)                  | 86                 |
| Royaume-Uni (UK Download Chart)         | 61                 |
| Royaume-Uni (UK Streaming Chart)        | 61                 |
| Slovaquie (IFPI Rádio)                  | 69                 |

## Historique de sortie
| Pays   | Date         | Note                                    | Format                                 | Label  | Réf.   |
| ------ | ------------ | --------------------------------------- | -------------------------------------- | ------ | ------ |
| Divers | 27 mars 2020 | Dans l'album Future Nostalgia.          | - Téléchargement - streaming           | Warner | [ 17 ] |
| France | 11 mars 2021 | En tant que single de Future Nostalgia. | Diffusion radio (succès contemporains) | Warner | ,      |